# Phil Delire
Phil Delire, de son nom véritable Philippe Delire, est un producteur et réalisateur de musique belge né à Bruxelles le 13 mars 1955[réf. nécessaire] et mort le 1er avril 2024. 
Il est notamment connu pour son travail aux côtés d'Alain Bashung, Hubert-Félix Thiéfaine , Hugo Sahki ou Renaud.

## Biographie
Après un bref passage à l'INSAS, Phil Delire s'oriente vers une formation autodidacte en apprenant le métier d'ingénieur du son sur le terrain, d'abord à Londres au Morgan Studios, puis à Bruxelles (Morgan Studios Brussels, Studio RKM). 
Débutant notamment sa jeune carrière avec l'enregistrement de Ça Plane Pour Moi, Phil Delire sera ensuite l'artisan de nombreux projets initiés par le label RKM, avant de rejoindre l'équipe des Studios ICP à Bruxelles.
Figure majeure du paysage musical français et européen, Phil Delire a collaboré a un grand nombre d'enregistrement et de réalisations pour des artistes ou groupes français tels que (entre autres) Alain Bashung, Noir Désir, Valmy, Indochine, Hubert-Félix Thiéfaine, Zazie, Renaud, Claude Nougaro, Raphaël, Charlélie Couture, Bernard Lavilliers, Marc Morgan, La Grande Sophie, Maurane, Jean-Louis Aubert, Philippe Lafontaine, Cascadeur, Les Elles, Viktor Lazlo, Hugues Aufray, Hugo Sahki ou internationaux tels que (entre autres) Zap Mama, Youssou N'Dour, Philip Catherine, Marc Moulin, Khaled, Mory Kante, BAP, Johnny Clegg et Lady Gaga.